# ساندرا جوين
ساندرا جوين (بالإنجليزية: Sandra Gwyn)‏‏ (17 مايو 1935 في سانت جونز - 26 مايو 2000 ) مؤرخة، وصحفية من كندا.

## التعليم
تعلمت ساندرا جوين في:
- جامعة دالهاوسي

## الجوائز
حصلت ساندرا جوين على الجوائز الآتية:
- ضابط وسام كندا